# 普羅克勒梅申島

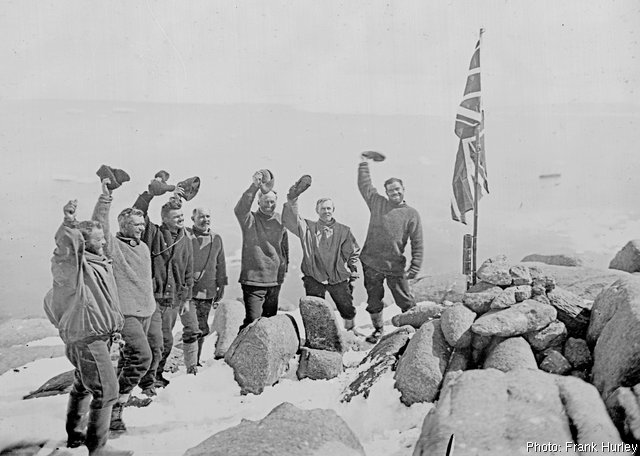

普羅克勒梅申島是南極洲的島嶼，處於巴特比角以西5公里，由澳大利亞探險家率領的探險隊發現，現時由南極條約體系管理。
65°51′S 53°41′E / 65.850°S 53.683°E